# Dersfi Dezső
Dersfi Dezső (latinul: Desiderius) (?-1090) tévesen a hetediknek számontartott esztergomi érsek (1067–1075), valójában kalocsai érsek volt 1064 és 1090 között.
Személye körül számos bizonytalanság van. Feltehetőleg megegyezik a Dezső-Desiderius néven említett győri megyés püspökkel, aki 1064 és 1087 között töltötte be ezt a tisztséget, és ő volt az, aki közvetítette a békét Salamon magyar király és Géza herceg között, aki végül megkapta az ország egyharmadát. Bizonyos azonban, hogy megegyezett Dezső kalocsai érsekkel (kb. 1064-1090).

## Élete
Néhány 19. századi történettudományi mű - köztük Knauz Nándor Monumenta Ecclesiae Strigoniensis című műve - helytelenül esztergomi érsekként említette. [1] Időrendi szempontból Desideriust először a 14. századi megvilágított krónika említi. Elbeszélése szerint "Desiderius püspök" (konkrét székének megemlítése nélkül) közvetítette a béketárgyalásokat, amikor Salamon magyar király és lázadó unokatestvérei, Géza, László és Lampert hercegek megállapodásra jutottak, amelyet 1064. január 20-án írtak alá Győrben. [2] Annak ellenére, hogy a krónika püspökké formálta, a történészek többsége úgy véli, hogy ekkor már kalocsai érsekként szolgált [3], mivel a püspökök egyik egyházmegyéből a másikba áthelyezése a 11. században tiltott eljárás volt. [4]
Dezső azonos azzal a "Ders érsekkel", akinek nevét a Százdi Apátság (ma: Sazdice, Szlovákia) alapító oklevele említi 1067 körül (a középkori Magyarországon a Ders keresztnév a Desiderius magyar névváltozata volt). [5] Amikor Péter, a kolostor alapítója mentességet kért az adófizetések (tized) alól, Salamon király és Desiderius is jóváhagyta (annak ellenére, hogy az apátság az Esztergomnak alárendelt Egri Egyházmegye területén feküdt). [6]
Desideriust a garamszentbenedeki (ma: Hronský Beňadik, Szlovákia) bencés apátság alapító okiratában, 1075-ben, érsekként emlegetik Nehémiás esztergomi érsek mellett. [1] A megvilágított krónika egyszerűen Desideriust érsekként emlegeti, és elmeséli, hogy Géza király 1076-ban a szekszárdi apátságban ünnepelte a karácsonyt. Ennek megfelelően a "király" könnyekkel borult le az érsek (Desiderius), valamint a többi egyházi személyiség és elöljáró előtt. Azt mondta, hogy vétkezett, mert megszállta magát egy törvényesen megkoronázott királyságban. [5] E fejezet alapján Knauz Nándor úgy vélte, hogy Desiderius más elöljáró volt, és csak esztergomi érsek lehetett, mivel az esztergomi érsekség történetéről szóló monográfiájának megírásakor nem voltak ismert kalocsai "érsekek". [1] Ismert azonban, hogy Nehémiás 1075 körüli és legalább 1077 közötti méltóságot tartott fenn. [7]
Koszta László történész azzal érvelt, hogy a Megvilágított Krónika fent említett fejezetei Kálmán magyar király uralkodása alatt íródtak. Körülbelül ekkor Lőrinc esztergomi érsekként működött. Püspöksége óta úgy tűnt, hogy feszültségek jelentek meg Esztergom és Kalocsa község között, ami a korabeli krónikákat is érintette. Például ez a versengés megjelent Hartvik győri püspök (tehát Lőrinc alárendeltje) által összeállított I. István király egyidejű életében is, amikor Esztergomból származtatta a kalocsai felettes címét, hangsúlyozva annak szubszidiaritását. Lőrinc nem volt hajlandó elismerni a kalocsai érsekséget, mint egyenrangú széket az egyházi hierarchiában. [8]
Egy nem hiteles, 1093. évi oklevél szerint Desideriusal kalocsai püspökkel és  Istvánnal, Pécs püspökével határvita folyt. Ebben az évben az oklevél szerint I. László király a királyság elöljáróival együtt meghatározta a határokat a Kalocsai Főegyházmegye és a Pécsi Egyházmegye között. Az oklevél vonatkozik arra is, hogy az uralkodó figyelembe vette mind Desiderius tanúvallomását, mind a pécsi püspökség alapító okiratát (1009-ben kelt). A hamisítást többek között egy 1090-ből származó hiteles dokumentum felhasználásával állították össze. Feltehető, hogy Desiderius ekkor is megőrizte méltóságát.